# International Freedom of Expression Exchange
De International Freedom of Expression Exchange (IFEX) is een wereldwijd netwerk van meer dan honderd niet-gouvernementele organisaties die opkomen voor het recht op vrijheid van meningsuiting. De organisatie wordt bestuurd door de Canadian Journalists for Free Expression in Toronto, en gebruikt voornamelijk het internet om haar ideeën over persvrijheid, censuur te verspreiden en om te berichten over aanvallen op journalisten, auteurs of mensenrechtenverdedigers.

## Geschiedenis
In 1992 kwamen 12 ngo's samen in Montréal op initiatief van het toenmalig Canadian Committee to Protect Journalists met oog op gecoördineerde actie om dubbel werk te vermijden. Het resultaat was een netwerk voor organisaties die ijveren voor vrije meningsuiting als een van de fundamentele rechten van de mens. Ze komen op voor journalisten, schrijvers, fotografen, cameramensen, tekenaars, radio-omroepen of bibliotheken. Lidoranisaties zijn onder meer de Europese Federatie van Journalisten, de Nederlandse Vereniging van Journalisten, Human Rights Watch, Verslaggevers Zonder Grenzen, PEN International, ARTICLE 19 en het International Press Institute.
In 2013 erkende de algemene vergadering van de Verenigde Naties na intensieve lobby door IFEX 2 november als de internationale dag tegen straffeloosheid van misdaden tegen journalisten. Sindsdien coördineert IFEX de mondiale No Impunity campagne om misdaden tegen de vrijheid van meningsuiting aan te klagen. Organen die belast zijn met het in de gaten houden van vrijheid van meningsuiting en pers, zoals de Raad van Europa, de Verenigde Naties en de Afrikaanse Unie worden door de IFEX van informatie voorzien.